# استيبان غونزاليس ماسييل
استيبان غونزاليس ماسييل (بالإسبانية: Esteban González)‏ هو لاعب كرة قدم أوروغواياني في مركز الدفاع، ولد في 26 يناير 1991 في دورازنو ‏ في الأوروغواي. لعب مع التانك سيلي.

## وصلات خارجية
- استيبان غونزاليس ماسييل على موقع قاعدة بيانات كرة القدم.إي يو (الإنجليزية)
- استيبان غونزاليس ماسييل على موقع Soccerway.com (الإنجليزية)